# Waleri Alexandrowitsch Belikow

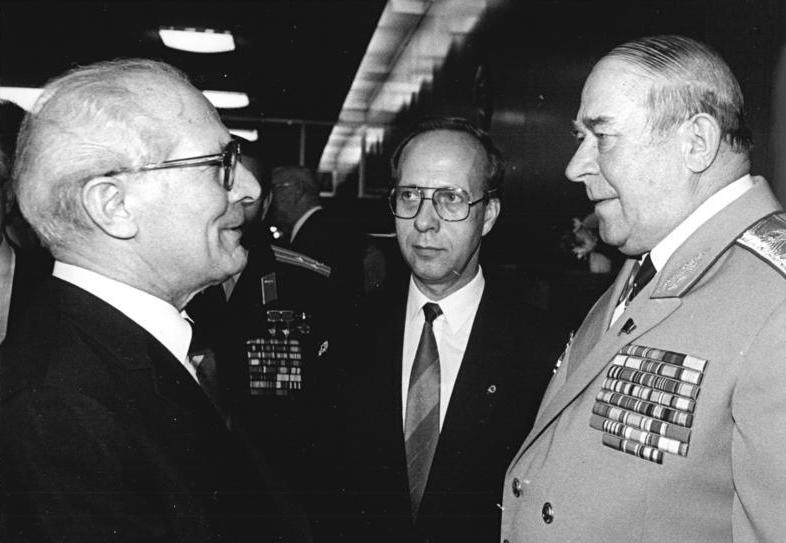
Armeegeneral Waleri Belikow (rechts) am 23. Oktober 1987 im Palast der Republik

Waleri Alexandrowitsch Belikow (russisch Валерий Александрович Беликов; * 19. Juli 1925 in Morosowsk; † 12. November 1987 in Wünsdorf) war ein sowjetischer Armeegeneral und von 1986 bis 1987 Oberbefehlshaber der Gruppe der Sowjetischen Streitkräfte in Deutschland (GSSD).

## Leben

### Zweiter Weltkrieg
Während des Deutsch-Sowjetischen Krieges diente Belikow ab 1942 in der Roten Armee und wurde im Juli 1942 zur kämpfenden Truppe kommandiert. Er kämpfte als Gewehr- und MPi-Schütze, Kommandeur einer Einheit und Gehilfe des Kommandeurs eines Schützenzuges an der Süd-, Transkaukasus-, 3. Ukrainischen und 4. Ukrainischen Front.
Im Juli 1944 wurde er von der Front zum Studium an eine Panzerschule abkommandiert, die er 1945 absolvierte.

### Nachkriegszeit
Bis Dezember 1945 diente Belikow als Panzerkommandant, ab 1946 als Kommandeur einer Panzerabteilung und ab 1950 als Gehilfe des Stabschefs eines Panzerbataillons. Nachdem er 1951 von Januar bis März als Gehilfe des Bataillonsstabschefs der Panzerartillerie tätig gewesen war, arbeitete Belikow bis Juni 1952 als Adjutant in der Führung der Panzerkräfte der Sowjetarmee. 1949 wurde er Mitglied der Kommunistischen Partei der Sowjetunion (KPdSU).
1956 absolvierte Belikow die Militärakademie der mechanisierten und motorisierten Kräfte und wurde als stellvertretender Kommandeur und ab November 1958 als Kommandeur eines Panzerbataillons eingesetzt. Nachdem er 1960 stellvertretender Kommandeur und Politoffizier eines Panzerregiments wurde, diente er ab November 1962 als Kommandeur des Panzerregiments und von 1965 bis 1966 als stellvertretender Kommandeur einer Panzerdivision.
1968 absolvierte Belikow die Militärakademie des Generalstabes der Sowjetarmee und 1973 sowie 1982 weitere Lehrgänge an dieser Akademie. 1968 wurde er Kommandeur einer Panzerdivision, im Dezember 1971 erster Stellvertreter des Armeekommandeurs und ab August 1972 Armeekommandeur. Als erster Stellvertreter des Kommandeurs des Odessaer Militärbezirks wurde Belikow im Mai 1974 eingesetzt. Zwei Jahre später befehligte er die Streitkräfte des Nordkaukasischen Militärbezirks und ab August 1979 des Karpaten-Militärbezirks. Auf Beschluss des Präsidiums des Obersten Sowjets der UdSSR vom 4. November 1983 wurde General Belikow zum Armeegeneral ernannt. Von 1980 bis 1987 war er Abgeordneter des Obersten Sowjets der UdSSR und ab 1986 Kandidat des ZK der KPdSU.
Am 12. Juli 1986 wurde er Oberkommandierender der Gruppe der Sowjetischen Streitkräfte in Deutschland. Laut offiziellen Angaben starb er unerwartet am 12. November 1987 im Stab der GSSD in Wünsdorf an Herzversagen.
Belikow wurde auf dem Städtischen Friedhof in Kiew beigesetzt.

## Auszeichnungen
- Leninorden (2×)
- Orden der Oktoberrevolution
- Orden des Vaterländischen Krieges 1. Klasse
- Orden „Für den Dienst am Vaterland in den Streitkräften der UdSSR“ 3. Klasse
- weitere Medaillen der UdSSR und anderer Länder